# Acianthera aurantiaca
Acianthera aurantiaca  es una especie de orquídea. Es originaria de Brasil donde se encuentra en el Minas Gerais, Sao Paulo y Paraná en Brasil.

## Taxonomía
Acianthera aurantiaca fue descrita por (Barb.Rodr.) Campacci  y publicado en Bulletin of Coordenadoria das Associacoes Orquidófilas do Brasil 69–70: 25. 2008.
Etimología
Acianthera: nombre genérico que es una referencia a la posición de las anteras de algunas de sus especies.
aurantiaca: epíteto latino que significa "color naranja".
Sinonimia
- Pleurothallis aurantiaca Barb.Rodr.	[5][6]